# Proteinski katabolizam
Proteinski katabolizam je razlaganje proteina u aminokiseline i jednostavne derivate, za transport u ćeliju kroz ćelijsku membranu i ultimatno za polimerizaciju u nove proteine korišćenjem ribonukleinskih kiselina (RNK) i ribozoma. Proteinski katabolizam je esencijalno proces varenja.
Proteinski katabolizam se najčešće odvija putem nespecifičnih endo- i ekso-proteaza. Međutim specifične proteaze se koriste za presecanje proteina za regulatorne i sortirajuće svrhe. Jedan primer je potklasa proteolitičkih enzima zvana oligopeptidaza.
Aminokiseline nastale katabolizmom mogu da budu direktno reciklirane, korištene za pravljenje novih aminokiselina, ili podležu katabolizmu aminokiselina da be se konvertovale u druga jedinjenja Krebsovim Ciklusom.